# Førde
Førde es un municipio en la provincia de Sogn og Fjordane, Noruega. Pertenece al distrito de Sunnfjord. Tenía una población de 9.571 habitantes hacia 2012.
La ciudad fue sede del Campeonato Europeo de Halterofilia de 2016.